# Camarilha dos Quatro
A Camarilha dos Quatro (chinês tradicional: 四人幫, chinês simplificado: 四人帮, pinyin: Sìrén bāng; também chamada de Gangue dos Quatro ou Bando dos Quatro) é a designação atribuída a uma facção composta por quatro membros do Partido Comunista da China que ganharam proeminência no período de implementação da Grande Revolução Cultural Proletária (1966-1976): Jiang Qing (esposa de Mao Tsé-Tung), Zhang Chunqiao, Wang Hongwen e Yao Wenyuan.
O grupo controlou os principais órgãos de poder do Partido Comunista durante os estágios finais da Revolução Cultural, embora permaneça incerto quais decisões eram tomadas por Mao e realizadas pela Gangue, e quais eram resultado do planejamento do grupo.
A Gangue dos Quatro e o general Lin Biao acabaram sendo classificados como as duas maiores "forças contrarrevolucionárias" da Revolução Cultural e foram oficialmente responsabilizados pelo governo chinês pelos maiores excessos cometidos durante os dez anos de agitação. Sua queda, em 6 de outubro de 1976, um mês após a morte de Mao, deu início a uma série de grandes celebrações nas ruas de Pequim e marcou o fim de uma era de turbulência política na China.
Após a morte de Mao, uma das primeiras ações do novo líder da China, Hua Guofeng, foi prender os membros do grupo. As autoridades chinesas consideram atualmente "alegar inocência da gangue" um "ato contrarrevolucionário". Um oficial do partido em Kiangsi que defendeu o grupo foi "denunciado por seu crime" em uma reunião de 4 000 pessoas.
O julgamento dos membros da Camarilha dos Quatro decorreu em 1980. Jiang Qing e Zhang Chunqiao foram condenados à pena de morte (penas comutadas para prisão perpétua), enquanto Yao Wenyuan e Wang Hongwen condenados a vinte anos de prisão.

## Formação
O grupo era liderado por Jiang Qing, e consistia de três de seus associados próximos, Zhang Chunqiao, Yao Wenyuan e Wang Hongwen. Dois outros homens que já estavam mortos em 1976, Kang Sheng e Xie Fuzhi, foram apontados como tendo feito parte da "Gangue". Chen Boda e Mao Yuanxin, sendo este último sobrinho de Mao, também eram considerados alguns dos associados mais próximos da gangue.
A maioria dos relatos ocidentais considera que a liderança real da Revolução Cultural consistia em um grupo mais amplo, referindo-se predominantemente aos membros do Grupo Central da Revolução Cultural. O mais proeminente foi Lin Biao, até sua suposta deserção da China e morte em um acidente de avião em 1971. Chen Boda é muitas vezes classificado como um membro da facção de Lin, em vez de Jiang Qing.

## Queda
Zhou Enlai morreu em janeiro de 1976 e, nos meses que se seguiram ao luto, uma luta pelo poder se seguiu nos mais altos níveis do partido. O reformista Deng Xiaoping foi nomeado primeiro-ministro interino, enquanto a Gangue dos Quatro começou a usar sua mídia para criticar Deng e mobilizar seus grupos de milícias urbanas. Grande parte da segurança militar e partidária permaneceu sob o controle de membros do partido do Comitê Central, que geralmente assumiram um papel cauteloso na mediação entre o reformista Deng e o radical Gangue dos Quatro. Eles concordaram com a remoção de Deng do cargo após o Incidente de Tiananmen em abril, mas tomaram medidas para garantir que Deng e seus aliados não sofressem danos pessoais no processo.
Em 9 de setembro, o presidente Mao morreu, e seu sucessor não era um membro da facção radical, mas o desconhecido Hua Guofeng, eleito pelos delegados do Congresso Nacional Popular da China por causa do medo e ódio que os métodos violentos da "Gangue dos Quatro" haviam angariado entre os altos e médios comandantes do Partido. e com apoio militar, Hua prendeu os líderes radicais, cunhando o termo Gangue dos Quatro pela primeira vez em meio a uma enorme campanha de difamação culpando-os pelos excessos, abusos e crimes que ocorreram durante a Revolução Cultural. Em 1978, Deng Xiaoping tornou-se, de fato, o homem forte do Partido.
Em 1981, os membros da Gangue dos Quatro foram submetidos a um julgamento público no qual foram acusados de atividades antipartidárias, ataques contra a ideologia do marxismo-leninismo e crimes comuns contra seus rivais reais ou supostos (prisões arbitrárias, espancamentos, assassinatos...). Jiang Qing e Zhang Chunqiao recusaram-se a admitir as acusações e foram condenados à morte, enquanto Yao Wenyuan e Wang Hongwen declararam arrependimento pelo que foi 20 anos de prisão. Suas sentenças de morte foram posteriormente comutadas e os quatro acabaram sendo libertados, embora vivessem a vida inteira no ostracismo.
Jiang Qing foi libertado sob fiança no início de maio de 1991 para tratamento médico de câncer de garganta. Dez dias após sua libertação, ele cometeu suicídio, de acordo com a versão oficial. De acordo com outros relatos, Jiang Qing cometeu suicídio na prisão após 10 anos de prisão perpétua